# マヌエル・チャベス

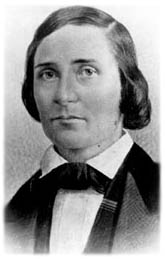
1848年の肖像

マヌエル・アントニオ・チャベス（Manuel Antonio ChavesまたはChávez、1818年10月18日 - 1889年1月）は、現在のニューメキシコ州に住んでいたメキシコ軍およびアメリカ軍の軍人で牧場主。
別名"El Leoncito"（小さなライオン）として知られる。記録されている歴史では、彼は南北戦争のグロリエタの戦いで従軍し、ナバホ戦争の間は指揮を取ってナバホを強制退去へと導いた。

## 経歴
チャベスはフアン・デ・オニャーテが率いたスペインのコンキスタドールの一人の直系の子孫で、アルバカーキ西のアトリスコの村で生まれた。およそ16歳の頃、彼はナバホの土地への交易もしくは奴隷捕獲のおよそ50名の遠征に加わった。矢で負傷した生存者のチャベスは、ほぼ200マイルの旅程を一人で帰途に付いた。
歴史家のマーク・シモンズは、チャベスの最初の正式な軍事経験は1837年8月で、彼のいとこのマヌエル・アルミホの指揮のもとサンタフェでの蜂起（w:Revolt of 1837 (New Mexico)）を鎮圧してアルミホがニューメキシコの知事になった戦いと思索している。いずれにしても1839年、チャベスは田舎の騎兵民兵の中尉として任命された。Twitchell (1909)によると、チャベスはサンタフェ出征での任務によりメキシコ政府から勲章を受け取った。
アメリカ合衆国が1846年に侵略した時、チャベスは民兵の士官としてアルミホに再び従い戦いに向かったが、アルミホの降伏によって始まる前にサンタフェの戦いは終了した。1847年、失敗に終わったサンタフェでの蜂起を手助けした容疑である程度の期間服役した後、チャベスはアメリカ合衆国へ忠誠の誓いを立てた。彼は士官としての軍役を捨て、タオスの反乱を鎮圧した合衆国軍に一兵卒として加わった。プエブロ・デ・タオス包囲戦で彼は、セラン・セント・ブライン隊長を馬から引きずり下ろしていたナイフを持ったアパッチを、銃弾のなくなったライフルで殴り助けた。
チャベスはその後10年間は農場主、ネイティブアメリカンと交易する実業家かつネイティブアメリカンの戦士として過ごした。1860年、彼はナバホとアパッチと戦うべく結成されていた民兵部隊、第2ニューメキシコ騎馬志願兵部隊の中佐になった。翌年、彼がフォーントラロイ砦（後のウィンゲート砦）の司令官になってナバホと停戦されていた時、競馬の不正行為の申し立てから彼の兵士と訪れたナバホの間に小競り合いが引き起こされて多くのナバホが殺された。この出来事は戦闘の再開を決定的とし、1863年の強制的なロング・ウォーク・オブ・ナバホへと導いた（Dunlay 2000）。キット・カーソンは戦闘の後にチャベスを拘束したが、殺害の状況が不明な上に南北戦争が進行中であったので、エドワード・キャンビー大佐は2ヶ月後に自宅軟禁を一時中断した。
1862年、ヘンリー・シブレー将軍は連合国（南軍）のためにニューメキシコを占領しようとしてテキサス人の軍隊を率いた。合衆国側（北軍側）につくことを宣言していたチャベスは、彼の民兵とともにヴァルヴァードで戦い、合衆国軍は敗れた。そしてグロリエタの戦いで、キャンビーとジョン・チヴィントン少佐は、チヴィントンの軍の連合国の補給部隊への案内役にチャベスを選んだ。北軍正規兵とニューメキシコ民兵は補給物資を破壊し、南軍はテキサスへと撤退せざるをえなくなった。公式の軍事記録はチャベスについて辛うじて言及しているのみだが（Union Army Operations 1960, cited in Simmons 1973）、他の当時の記録は彼の行動を記述している（Whitford 1906, Hays n.d., cited in Simmons）。
私益のためにチャベスが軍用貨車を売り払ったという告発が棄却された後に、彼は1863年に円満に退職した。その年、彼は後に自身で最大と呼ぶ戦いを交えた。ナバホの集団はソコロ近くのリオグランデ川流域を襲撃していて、多くの人々を殺害し、牛、馬、羊の群れを追い払っていた。彼らは著名な地元の市民のマティアス・コントレラスの息子を誘拐した。コントラレスはクレイグ砦からの部隊を待ちわびていたであろうために、チャベスは15名の市民を率いてラバに乗り、100名以上のナバホへと向かった。ナバホたちはチャベスの集団をオホ・デ・ラ・モニカと呼ばれる泉で攻撃し、即座にライフルですべてのラバを撃ち殺し、追っ手たちは避難しなければならなくなった。チャベスは一流の射手で、自身のライフルを撃って弾を装填している間に他のライフルを撃った。日が暮れるまでには、生き残ったのはチャベスとコントレラスともう一人の男性だけであった。明け方、彼らはナバホたちが撤退した事に気づき、その時チャベスにはたった3つの弾しか残っていなかったことは知らなかった。コントレラスは数ヶ月後に彼の息子を受け戻した。
1863年、ロングウォークによってニューメキシコの大部分でのインディアン戦争は終わった。チャベスは残りの彼の人生をサンマテオ山脈の牧場で過ごし、10代の頃にキャニオン・デ・チェリーでの戦いから逃れて休んでいた100フィートの樫の木の森の中に家を建てた。それらの木々のすぐ後ろに、彼は家族用の礼拝堂を建て、そこで彼は妻と子供たちとともに埋葬された。